# Johnson-Nunatakker
Die Johnson-Nunatakker sind zwei isolierte Nunatakker im westantarktischen Marie-Byrd-Land. In den Thiel Mountains ragen sie 5 km westlich des Reed Ridge entlang der Nordwestflanke des Ford-Massivs auf.
Das Advisory Committee on Antarctic Names benannte sie 1962 auf Vorschlag des US-amerikanischen Geologen Arthur B. Ford und des US-amerikanischen Kartographen Peter Frank Bermel, die gemeinsam zwischen 1960 und 1961 eine Mannschaft des United States Geological Survey zu den Thiel Mountains geleitet hatten. Namensgeber ist der Geologe Charles G. Johnson, der zwischen 1958 und 1959 die Gebiete um die Beaufort-Insel und Kap Bird erkundet hatte.